# United National Party
Die United National Party, kurz UNP (Sinhala: එක්සත් ජාතික පක්ෂය ,  Eksath Jathika Pakshaya; Tamil: ஐக்கிய தேசியக் கட்சி), ist eine politische Partei in Sri Lanka die am 6. September 1946 von Don Stephen Senanayake gegründet wurde. 
Sie wird von Ranil Wickremesinghe geführt. 
Bei der Parlamentswahl in Sri Lanka am 17. August 2015 gewann die UNP 45,66 % der Stimmen und damit 106 von den 225 Sitzen im Parlament.
Die UNP gehört von der Programmatik her in das liberal-konservative Spektrum und ist die traditionelle Rivalin der anderen großen Partei in Sri Lanka, der Sri Lanka Freedom Party (SLFP).